# Alfiz
El alfiz (quizá del árabe andalusí alḥíz, este de alḥáyyiz, y este del árabe clásico ḥayyiz) es la moldura o marco que rodea la parte exterior de un arco. En la imagen se muestra sombreado de color gris claro. Es un ornamento arquitectónico de origen etrusco, muy frecuente en el arte hispanomusulmán y en el mozárabe. Es por esto por lo que el alfiz se asocia frecuentemente con el arco de herradura. Normalmente la moldura es rectangular y su interior está ricamente decorado. Se da también en el arte románico.
Tal y como ilustra la imagen, dos son las variantes de alfiz:
- A - El alfiz que nace en las impostas del arco.
- B - El alfiz que nace en el suelo.

El espacio que queda entre el arco y el alfiz (zona gris oscuro de la ilustración) se denomina enjuta o arrabá. A cada una de las partes de la enjuta de arco de forma triangular se la denomina albanega.